# Brachyhesma angularis
Brachyhesma angularis är en biart som beskrevs av Exley 1977. Brachyhesma angularis ingår i släktet Brachyhesma och familjen korttungebin. Inga underarter finns listade.

## Bildgalleri

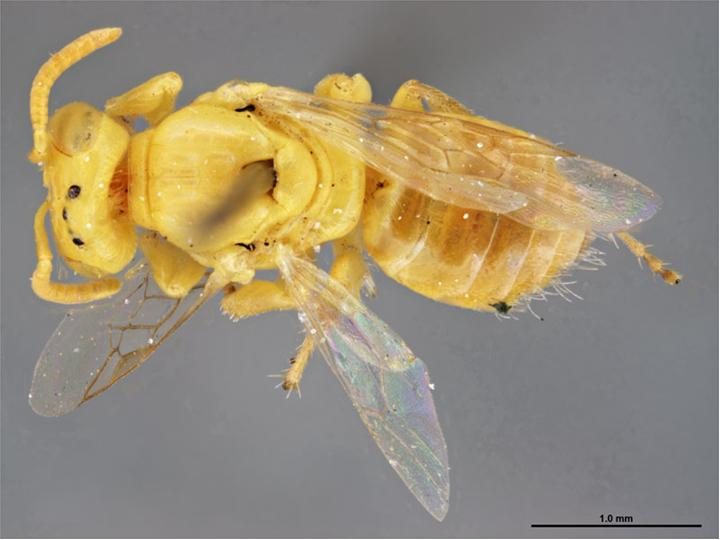